# دوش آوریل
دوش آوریل (به انگلیسی: April's Shower) فیلمی محصول سال ۲۰۰۳ و به کارگردانی تریش دولان است. در این فیلم بازیگرانی همچون ماریا سینا، تریش دولان، راندال باتینکف، یوآن مک‌دونالد، زاک وارد، مالی چیک، لارا هریس، فرانک گریلو، آرلی خوبر و پاملا سالم ایفای نقش کرده‌اند.